# 佐藤剛蔵

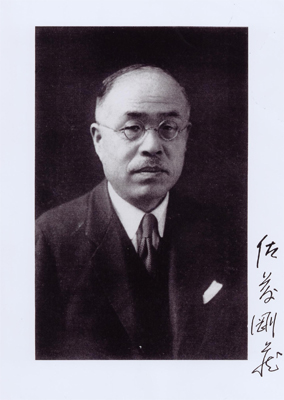
佐藤剛蔵

佐藤 剛蔵（さとう ごうぞう、1880年(明治13年)7月5日 ‐ 1960年(昭和35年)5月13日）は日本の医師、医学博士、医学教育者。旧姓、夏目。

## 人物・経歴
新潟県長岡藩の士族、夏目洗蔵(長岡洋学校等の教員であった)の弟として生まれ、古志郡立長岡尋常中学校（現在の新潟県立長岡高等学校）を1899年（明治32年）に卒業、1902年に佐藤織居の養子となる。1906年 (明治39年)に京都帝国大学医科大学（現在の京都大学医学部）を卒業し、1907年6月に、1906年開院の平壌同仁医院長として朝鮮半島に渡った。
佐藤は 大韓医院医育課長、1916年京城医学専門学校教授、1924年に京城帝国大学医化学教授を兼任し、 1927年に京城医学専門学校の校長（第7代）を1945年まで務めた。京城医学専門学校は、前任の志賀潔まで校長は朝鮮総督府医院長・陸軍軍医総監との兼務であったが、佐藤は最初の専任校長となり、1927年(昭和2年)6月から終戦まで長きにわたって日本統治下の朝鮮において医学教育にあたった。京城帝国大学医学部の設立に際しても設立委員として参画している。
昭和9年　日本生化学会会頭。